# Кингфишер (Оклахома)
Кингфишер (енгл. Kingfisher) град је у америчкој савезној држави Оклахома.

## Демографија
По попису из 2010. године број становника је 4.633, што је 253 (5,8%) становника више него 2000. године.
| Група             | 2000.         | 2010.         |
| Белци             | 3.668 (83,7%) | 3.697 (79,8%) |
| Афроамериканци    | 86 (2,0%)     | 72 (1,6%)     |
| Азијати           | 20 (0,5%)     | 22 (0,5%)     |
| Хиспаноамериканци | 267 (6,1%)    | 573 (12,4%)   |
| Укупно            | 4.380         | 4.633         |